# Parasol (film)
Pour les articles homonymes, voir Parasol (homonymie).
Pour plus de détails, voir Fiche technique et Distribution.
Parasol  est une comédie dramatique belge réalisée par Valéry Rosier.

## Synopsis
Trois vies sur une île en Méditerranée...

## Fiche technique
- Titre : Parasol
- Réalisation : Valéry Rosier
- Scénario : Valéry Rosier, Matthieu Donck, François Verjans
- Photographie : Olivier Boonjing
- Montage: Nicolas Rumpl
- Musique : Cyrille de Haes et Manuel Roland
- Producteur : Benoit Roland
- Pays d'origine :  Belgique
- Langues : espagnol, français, anglais
- Genre : comédie dramatique
- Dates de sortie :
  - Espagne : 23 septembre 2015 (Festival international du film de Saint-Sébastien)
  - Allemagne : 3 octobre 2015 (Festival du film de Hambourg)
  - France : 14 novembre 2015 (Festival international du film d'Amiens)
  - Belgique : 27 décembre 2015 (Be Film Festival)

## Distribution
- Alfie Thomsone :
- Yoko Père :
- Julienne Goeffers :
- Christian Care :
- Delphine Théodore :
- Ahilen Saldano :

## Sélections
- Festival du film de Hambourg 2015 : meilleur long métrage : nomination
- Festival international du film de Saint-Sébastien 2015 : jeune réalisateur - nomination
- Festival international du film de Busan : meilleur réalisateur - nomination

## Récompenses
- Festival international du film d'Amiens 2015 : prix du public (meilleur film)
- Prix Magritte du cinéma de la meilleure musique pour Cyrille de Haes et Manuel Roland[1]